# SENP3
SENP3‏ (SUMO specific peptidase 3) هوَ بروتين يُشَفر بواسطة جين SENP3 في الإنسان.